# Oranjegele bundelzwam
De oranjegele bundelzwam (Pholiota tuberculosa) is een schimmel behorend tot de familie Strophariaceae. Hij leeft saprotroof op dode takken en stammen van loofbomen. Hij komt vaak voor op linde (Tilia), maar ook op eik (Quercus), populier (Populus) en beuk (Fagus sylvatica). Vruchtlichamen groeien afzonderlijk of in bosjes van augustus tot oktober.

## Kenmerken
Hoed
De hoed heeft een diameter van 1 tot 4 cm. De kleur is oranjegeel. De vorm is bolvormig bij jonge vruchtlichamen, dan achtereenvolgens plat convex, convex en plat met een stompe bult. De hoedrand is lang gekruld, in jonge vruchtlichamen met resten van de hoed. Het oppervlak is aanvankelijk zwavelgeel, viltig en wordt hierna geel met oranjebruine schubben.
Lamellen
De lamellen zijn smal aangehecht. De kleur is in het begin crèmekleurig en later wordt deze geelbruin. Ook genoemd wordt licht zwavelgeel en later roestgeel.
Steel
De steel heeft een lengte van 2,5 tot 5 cm en een dikte van 3 tot 5 mm. De vorm is cilindrisch. De steel is meestal gebogen, aanvankelijk vol, daarna leeg. Hij heeft een onstabiele roestbruine vezelige ring. Daarboven (of zijn overblijfselen) is het bedekt met een witachtige rijp op een citroengele achtergrond, eronder met gele, schilferige schubben op een gele achtergrond. Oudere vruchtlichamen aan de basis worden roodbruin. 
De steel heeft dezelfde kleur als de hoed. Aan de basis is het vaak knolvormig verdikt.
Geur en smaak
De oranjegele bundelzwam heeft een onopvallende geur en bittere smaak.
Sporenprint
De sporenprint is kaneelbruin. 

### Microscopische kenmerken
De gladde sporen meten 7,5–9 × 4–5 µm, zijn boonvormig in zijaanzicht, ovaal in vooraanzicht. De basidia meten 20–30 × 5–8 µm, 4-steroid met gespen. Cheilocystidia meten 25–70 × 2–15 µm en zijn knots- of flesvormig, vaak kopvormig, dunwandig, gekleurd. Pleurocystidia en chrysocystidia zijn afwezig.

## Verspreiding
De oranjegele bundelzwam komt voor in Noord-Amerika, Europa en Azië (Korea). In Nederland komt de oranjegele bundelzwam vrij algemeen voor. Hij is niet bedreigd.

## Taxonomie
Voor het eerst werd dit taxon in 1774 beschreven door Jacob Christian Schäffer, die het Agaricus tuberculosus noemde. De huidige naam, erkend door Index Fungorum werd er in 1871 aan gegeven door Paul Kummer.